# 大竹まこと 少年ラジオ
『大竹まこと 少年ラジオ』（おおたけまこと しょうねんラジオ）は、毎週土曜7:00 - 10:00に放送された文化放送のワイド番組。放送期間は、2004年10月2日 - 2007年3月31日。

## 出演者

### パーソナリティ
- 大竹まこと
- 水谷加奈（文化放送アナウンサー。2006年9月16日の放送をもって、産休。2007年2月3日より復帰。）
- 石川真紀（当時文化放送アナウンサー。2006年9月23日放送より産休の水谷に代わって、ピンチヒッターを務めた。2007年1月27日まで担当）

### コーナー出演
- ユリオカ超特Q（2006年9月23日放送より、アシスタント兼任）
- 流れ星

## 番組コーナー
- 寝覚めの1枚（7:05 - ）
- 少年ラジオ 今週の特集（7:10 - ）
- 本間ゴルフ少年ゴルフネットワーク（7:21 - ）同社の不祥事を受け、7時台の構成が変更となった（2006年11月以降、オープニング曲が7時30分以降となった）。
- 黄金リクエストタイム（7:25 -  、8:00 - ）
- 追跡 少年探偵団（7:40 - ）
- 福本亜細亜の知っ得!情報（8:20 - ）
- 世界の端っこで、川柳をひねる（8:25 - ）
- 居場所のない場所（8:40 - ）
- 明日にかけるハナシ（9:00 - 、ゲストコーナー）
- 文化放送ニュース・天気予報・交通情報（7:50、8:50、9:50 - （各5分ほど））

### 過去のコーナー
- 流れ星のバック・トゥ・ザ昭和
- 大竹おやじのちゃぶ台返し
- 少年ラジオ 街の中から（中継コーナー）
- なるみのもっとキレイになりたい!（朝日放送製作、2006年9月をもって、ネット終了。番組は継続）

## 備考
- 2005年10月8日 - 29日の4回のみ、9:30 - 10:00に『流星倶楽部』（朝日放送製作。ナイターオフでの正規枠、土曜18:30 - 19:00が、日本シリーズやパ・リーグプレーオフを優先放送していたため、時間を変更して放送した）放送の影響で、9:29で終了していた。
- 2007年1月6日の放送は、大竹が正月休みを取っていたため、2006年12月30日の生放送終了後に、別のスタジオへ移動して収録したものを放送したが、文化放送ニュース・天気予報・交通情報と文化放送ネットショップ（旧ラジオショッピング）のコーナーを、生放送で紹介するため、石川真紀のみ生放送で出演していた。
- 2007年5月7日より、大竹まことが、文化放送の平日帯午後の新番組『大竹まこと ゴールデンラジオ!』のパーソナリティに決定した。当初は、2007年4月2日から放送開始予定だったが、大竹の舞台公演出演時期と重なるため、4月の平日午後の時間帯は、日替わりのスペシャル番組『セイ!ヤング ネクステージ』を放送した。それに従い、2007年3月24日の放送で、当番組の放送終了を発表した。しかし、大竹の新番組については、新番組決定直後から当番組最終回まで明言を避けていた。